# 李峪遗址
李峪遗址，位于中华人民共和国山西省大同市浑源县东坊城乡李峪村东南，已列为山西省文物保护单位。

## 保护
2021年8月4日，李峪遗址由山西省人民政府公布为第六批山西省文物保护单位，编号6-2-1-2。